# 돈 (드라마)
《돈》은 문화방송 특집드라마이다.

## 제작진
- 극본 : 지상학
- 연출 : 선우완

## 출연진
- 김해숙
- 박경순
- 박상조
- 박인환
- 신충식
- 이미지